# من أنت (ألبوم موسيقي)
من أنت (بالإنجليزية: Who You Are) هو أول ألبوم موسيقي للمغنية البريطانية جيسي جي الذي صدر بين تاريخ 25و 28 فبراير 2011 عن كل من شركات التسجيلات الموسيقية لافا، ريبابليك وآيلاند ريكوردز.

## الأداء التجاري
تلقى ألبوم Who You Are آراء متباينة بشكل عام من نقاد الموسيقى المعاصرة. ظهر لأول مرة في المركز الثاني على قائمة ألبومات المملكة المتحدة بعد ألبوم أديل 21، حيث بيعت منه 105,000 نسخة في أسبوعه الأول. ظهر الألبوم لأول مرة في المرتبة 11 على قائمة بيلبورد 200 الأمريكية، حيث بلغت مبيعاته في الأسبوع الأول 34,000 نسخة. سبقت الألبوم أغنيتان فرديتان: الأغنية المنفردة الأولى لجيسي جيه في المملكة المتحدة ”Do It Like a Dude“ وأغنية ”Price Tag“ التي شاركت فيها B.o.B، والتي كانت بمثابة الأغنية المنفردة الرئيسية في الولايات المتحدة. وأصبحت الأغنية المنفردة الثالثة ”Nobody's Perfect“ ثالث أغنية منفردة لجيسي جي على التوالي ضمن أفضل 10 أغاني في المملكة المتحدة. وصدرت الأغنية المنفردة الرابعة من الألبوم ”Who's Laughing Now“ في 21 أغسطس 2011، وبلغت ذروتها في المرتبة 16 على قائمة الأغاني المنفردة في المملكة المتحدة. وصدرت الأغنية الرئيسية ”Who You Are“ كخامس أغنية منفردة للألبوم في المملكة المتحدة في 13 نوفمبر 2011.
وفي أغسطس 2013 حصل الألبوم على أربع شهادة بلاتينية من قبل هيئة صناعة التسجيلات الصوتية البريطانية (BPI) لشحنات بلغت 1,200,000 نسخة من الألبوم في المملكة المتحدة.
تم إعادة إصدار ألبوم Who You Are (يُطلق عليه ”الإصدار الفاخر“ أو ”الإصدار البلاتيني“) في 14 نوفمبر 2011. ويتضمن ثلاثة أغانٍ إضافية: ثاني أغاني جيسي التي احتلت المرتبة الأولى في المملكة المتحدة ”Domino“ و”My Shadow“ و”Laser Light“، وهي أغنية بالتعاون مع ديفيد غيتا.
واعتبارًا من أبريل 2012، وصلت مبيعات الألبوم إلى 2,500,000 في جميع أنحاء العالم.
ألبوم Who You Are هو أول ألبوم لفنانة بريطانية في التاريخ يحقق ست أغانٍ أو أكثر من الأغاني العشرة الأولى في المملكة المتحدة.

## قائمة أغاني الألبوم
| ترتيب                 | عنوان الأغنية                  | المدة |
| --------------------- | ------------------------------ | ----- |
| 1                     | "Price Tag" (مع B.o.B)         | 3:43  |
| 2                     | "Nobody's Perfect"             | 4:19  |
| 3                     | "Abracadabra"                  | 3:50  |
| 4                     | "Big White Room" ( أداء مباشر) | 5:30  |
| 5                     | "Casualty of Love"             | 3:54  |
| 6                     | "Rainbow"                      | 3:05  |
| 7                     | "Who's Laughing Now"           | 3:54  |
| 8                     | "Do It like a Dude"            | 3:15  |
| 9                     | "Mamma Knows Best"             | 3:15  |
| 10                    | "L.O.V.E."                     | 3:52  |
| 11                    | "Stand Up"                     | 3:27  |
| 12                    | "I Need This"                  | 4:20  |
| 13                    | "Who You Are"                  | 3:50  |
| المدة الإجمالية 50:14 |                                |       |

## الشهادات والمبيعات
| الدولة                  | الشهادة                 | عدد المبيعات |
| ----------------------- | ----------------------- | ------------ |
| أستراليا (ARIA)         | الأسطوانة الذهبية       | 35.000       |
| دنمارك (IFPI)           | الأسطوانة البلاتينية    | 20.000       |
| ألمانيا (BVMI)          | الأسطوانة الذهبية       | 100.000      |
| إيرلندا (IRMA)          | الأسطوانة البلاتينية 2x | 30.000       |
| نيوزيلندا (RMNZ)        | الأسطوانة البلاتينية 3x | 45.000       |
| سنغافورة (RIAS)         | الأسطوانة البلاتينية    | 10.000       |
| المملكة المتحدة (BPI)   | الأسطوانة البلاتينية 4x | 1.270.000    |
| الولايات المتحدة (RIAA) | الأسطوانة البلاتينية    | 1.000.000    |
| الاتحاد الأوروبي (IFPI) | الأسطوانة البلاتينية    | 1.000.000    |

## الفيديوهات الموسيقية
| الأغنية            | تاريخ صدور الفيديو | المخرج              | رابط المشاهدة على يوتيوب |
| ------------------ | ------------------ | ------------------- | ------------------------ |
| Do It Like Dude    | 09 نوفمبر 2010     | إميل نافا Emil Nava | رابط                     |
| Price Tag          | 25 يناير 2011      | إميل نافا Emil Nava | رابط                     |
| Domino             | 26 ديسمبر 2011     | إميل نافا Emil Nava | رابط                     |
| Nobody's Perfect   | 14 مارس 2011       | إميل نافا Emil Nava | رابط                     |
| Who You Are        | 30 سبتمبر 2011     | إميل نافا Emil Nava | رابط                     |
| Who's Laughing Now | 10 أغسطس 2011      | إميل نافا Emil Nava | رابط                     |

## قائمة المراجع
1. ↑  "Jessie J - Jessie J To Release Album A Month Early!". Jessie J Official. مؤرشف من الأصل في 2011-07-27. اطلع عليه بتاريخ 2025-06-30.
2. ↑  "https://www.bpi.co.uk/certified-awards.aspx". www.bpi.co.uk. مؤرشف من الأصل في 2019-06-27. اطلع عليه بتاريخ 2025-06-30. {{استشهاد ويب}}: روابط خارجية في |عنوان= (مساعدة)
3. ↑  "Who You Are (Deluxe Edition) by Jessie J: Amazon.co.uk: CDs & Vinyl". www.amazon.co.uk (بالإنجليزية البريطانية). Archived from the original on 2025-01-31. Retrieved 2025-06-30.
4. ↑  "Jessie J is first UK female to achieve six Top 10 singles from one album". Digital Spy (بالإنجليزية). Archived from the original on 2012-06-30. Retrieved 2025-06-30.
5. ↑  "Who You Are by Jessie J". Genius (بالإنجليزية). Archived from the original on 2025-04-25. Retrieved 2025-06-30.
6. ↑  "Dropbox" (PDF). www.dropbox.com. اطلع عليه بتاريخ 2025-06-30.
7. ↑  "Jessie J "Who You Are" | IFPI". ifpi.dk. مؤرشف من الأصل في 2024-11-27. اطلع عليه بتاريخ 2025-06-30.
8. ↑  "Datenbank: BVMI". www.musikindustrie.de. مؤرشف من الأصل في 2024-12-15. اطلع عليه بتاريخ 2025-06-30.
9. ↑  "The Irish Charts - All there is to know". www.irishcharts.ie. مؤرشف من الأصل في 2025-04-25. اطلع عليه بتاريخ 2025-06-30.
10. ↑  "Album Certification Search – RadioScope" (بNew Zealand English). Archived from the original on 2025-06-15. Retrieved 2025-06-30.
11. ↑  "RIAS Accreditations". RIAS (بالإنجليزية البريطانية). Archived from the original on 2025-05-13. Retrieved 2025-06-30.
12. ↑  "Black Keys, Howlin' For You, Single - The BPI". BPI (بالإنجليزية). Archived from the original on 2025-06-26. Retrieved 2025-06-30.
13. ↑  "Gold & Platinum". RIAA (بالإنجليزية الأمريكية). Archived from the original on 2025-06-16. Retrieved 2025-06-30.
14. ↑  "International Federation of the Phonographic Industry". Wikipedia (بالإنجليزية). 26 Jun 2025.

## إطلع أيضا
- جيسي جي
- برايس تاغ (أغنية لجيسي جي)
- أفعلها مثل الرجل (أغنية لجيسي جي)

## وصلات خارجية
- من أنت على موقع أول ميوزيك (الإنجليزية)
- من أنت على قاعدة بيانات ديسكوغز (الإنجليزية)
- من أنت على موقع جينيس (الإنجليزية)